# Thekla Alexandrou
Thekla Alexandrou (* 25. Januar 2002) ist eine zyprische Leichtathletin, die sich auf den Sprint spezialisiert hat.

## Sportliche Laufbahn
Erste internationale Erfahrungen sammelte Thekla Alexandrou im Jahr 2021, als sie Zypern bei der 3. Liga der Team-Europameisterschaft in Limassol in der 4-mal-400-Meter-Staffel vertrat. 2025 gewann sie bei den Spielen der kleinen Staaten von Europa (GSSE) in Andorra la Vella in 54,33 s die Silbermedaille im 400-Meter-Lauf hinter ihrer Landsfrau Kalliopi Kountouri und siegte mit der 4-mal-100- und 4-mal-400-Meter-Staffel sowie in der Mixed-Staffel über 4-mal 400 Meter. Anschließend wurde sie bei der 2. Liga der Team-Europameisterschaft in Maribor in 3:25,49 min Siebte im B-Lauf der Mixed-Staffel. Daraufhin belegte sie bei den Balkan-Meisterschaften in Volos in 54,38 s den siebten Platz über 400 Meter und gelangte im 200-Meter-Lauf mit 24,69 s auf den sechsten Platz im B-Lauf. 
2025 wurde Alexandrou zyprische Meisterin in der 4-mal-400-Meter-Staffel.

## Persönliche Bestleistungen
- 200 Meter: 24,26 s (+1,7 m/s), 18. Mai 2025 in Nikosia
- 400 Meter: 54,33 s, 29. Mai 2025 in Andorra la Vella